# Alvin și veverițele
Alvin și veverițele (engleză: Alvin and the Chipmunks, inițial denumit ca David Seville and the Chipmunks sau pe scurt The Chipmunks cu sensul de Veverițele)  este un grup american de muzică de animație creat de Ross Bagdasarian, Sr. în 1958. Grupul este format din trei veverițe cântărețe animate antropomorfe: Alvin, răutăciosul care intră mereu în necazuri, cel care a devenit rapid vedeta grupului; Simon, intelectual înalt cu ochelari; și Theodore, cel dolofan și impresionabil. Trio-ul este administrat de tatăl lor adoptiv uman, David (Dave) Seville. În realitate, "David Seville" a fost numele de scenă al lui Bagdasarian, iar veverițele au fost numite după directorii înregistrărilor originale. Personajele au avut succes la public, iar Veverițele cântărețe și managerul lor au apărut în mai multe producții de desene animate animate, în care au fost redesenate ca veverițe antropomorfe și în filme ca Alvin și veverițele, Alvin și veverițele 2, Alvin și veverițele: Naufragiați sau Alvin și veverițele: Marea aventură.

## Legături externe
- Chipmunks.com, Bagdasarian Productions' official site
- Cinema.ch Trailer
- "The History of the Chipmunks", Animation.Archive.org
- Alvin and the Chipmunks"at Don Markstein's Toonopedia. Arhivat în 25 mai 2024, la Archive.is from the original on 4 aprilie 2012.